# Quillaja saponaria
El Quillay (mapudungun küllay), (Quillaja saponaria) es un árbol endémico de la Zona Central de Chile. Hay poblaciones que llegan hasta los 20 m de altura. Habita en ambientes secos y suelos pobres. 

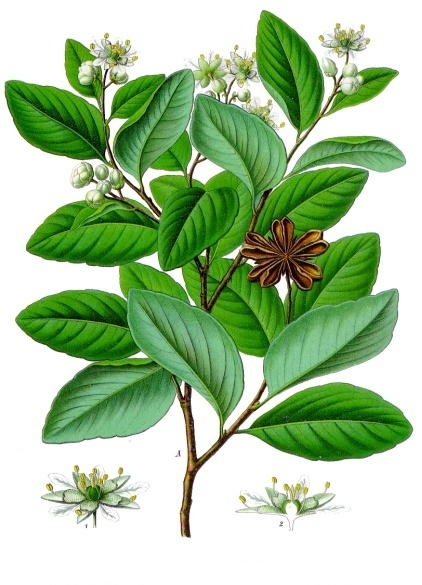
Ilustración con detalle de las hojas, la flor y el fruto

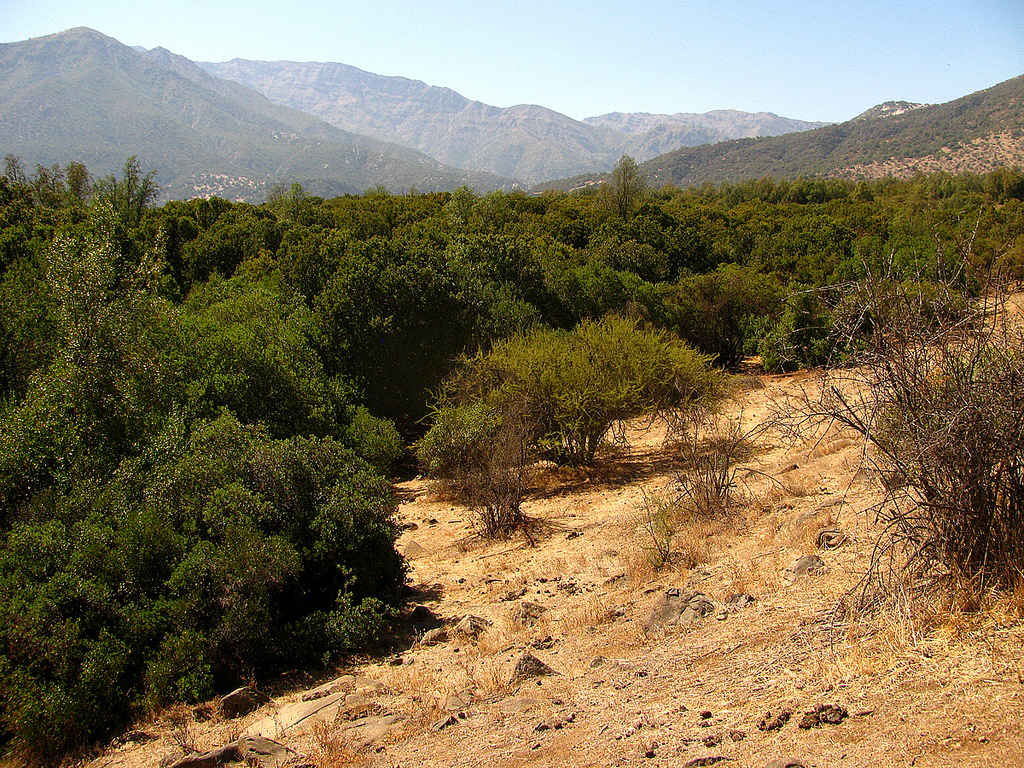
Vista de la planta en su hábitat

## Características
El quillay es un árbol perennifolio, de 15 a 20 metros de altura. Corteza de color gris-cenicienta. Pueden llegar a medir diámetros del tronco hasta 1.9 metros.
Hojas alternas, glabras, ápice agudo y base obtusa, de color verde lustroso claro, bordes casi enteros con 4-8 dientes.
Flor: es hermafroditas, polígamo dioica, con 3 a 5 pedicelos y 2 brácteas, siendo el pedicelo central el femenino y masculinas las de los costados. Pentámeras, de forma estrellada, formada por 5 pétalos, 5 sépalos, 10 estambres y 5 ovarios. Es de color blanco-amarillas, de 15 mm de diámetro.
Fruto: cápsula de forma estrellada, en su interior muchas semillas aladas.

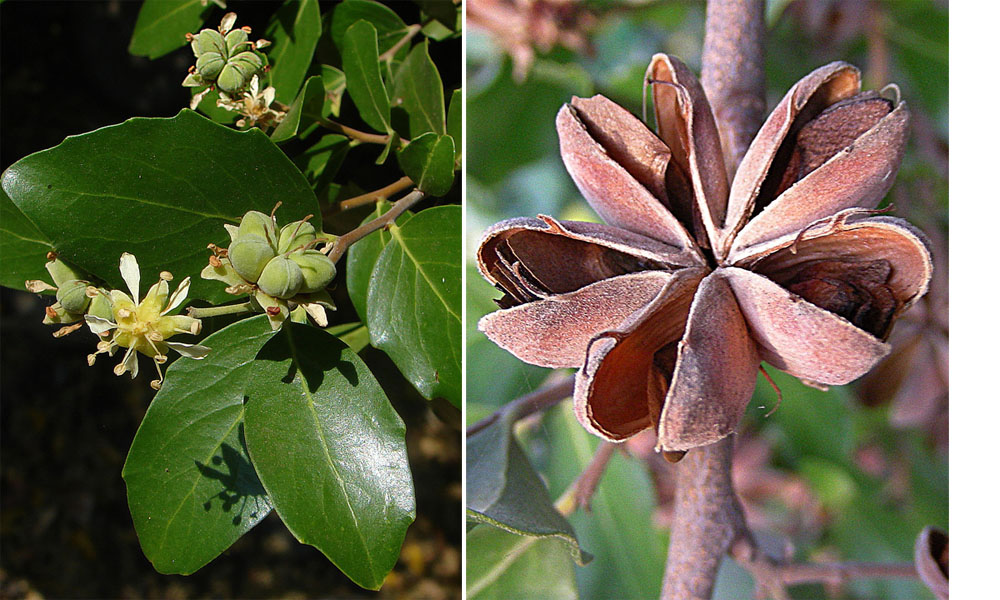
Flores y cápsula estrellada (fruto)

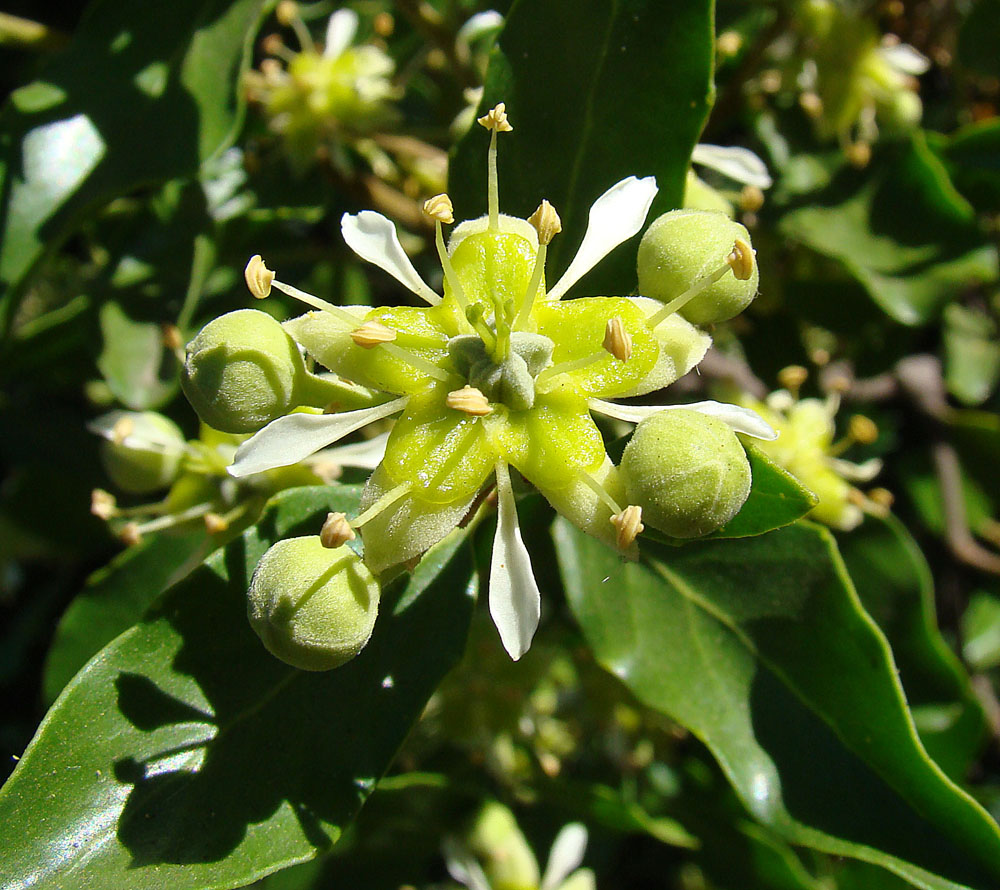
Flor de Quillay

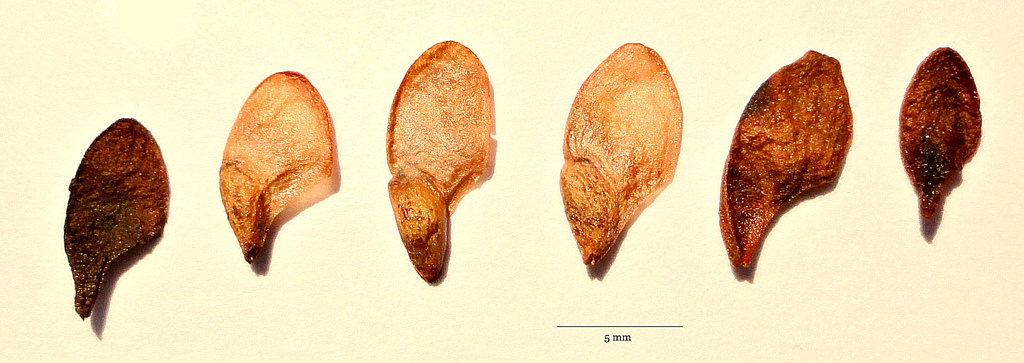
Semillas de Quillay

## Usos
Se utiliza como flora apícola, con el cual se produce la característica "miel de Quillay"; siendo junto a la miel de Ulmo, unas de las variedades de mieles más cotizadas en Chile.
Tiene potencial como especie para programas de reforestación en suelos áridos. También es utilizado ampliamente como ornamental. Se le ha introducido como ornamental en California. En España se ha aclimatado perfectamente aunque es muy raro encontrarlo. Tolera hasta alrededor de -12 °C.
El extracto de su corteza, denominado quillaia, se utiliza como adyuvante en vacunas, en cosmética, como insecticida de polillas, espumante de bebidas y aditivo de películas fotográficas. Es fuente de glicósidos de saponinas comerciales en preparados oficinales y tradicionales. La corteza es utilizada desde antaño - los mapuches lo usaban - como detergente, debido a la gran cantidad de saponina que contiene, también es usada para el cabello, para lavarlo, y también podría ayudar a la calvicie.[cita requerida]
Desde Chile se exporta la corteza y extracto de quillay hacia Europa y Estados Unidos. Hoy se investigan nuevos usos y aplicaciones.

## Cultura popular
En agosto del año 2010 se publicó en Chile la novela para niños, de Diego R. Guzmán, que lleva de nombre "Quillay". El libro gira en torno a una tierra legendaria en donde se encontrarían los árboles de "las estrellas de madera", lo cual hace alusión al fruto cuando está seco. 

## Taxonomía
Quillaja saponaria fue descrito por Juan Ignacio Molina  y publicado en Saggio sulla Storia Naturale cel Chili . . . 355, en el año 1782.
Etimología
Quillaja: nombre genérico 
saponaria: epíteto que indica que contiene altas cantidades de saponina.
Sinonimia
- Quillaja molinae DC.
- Quillaja poeppigii Walp.
- Quillaja smegmadermos DC.[11]